# Szent Egyed-bazilika (Bártfa)

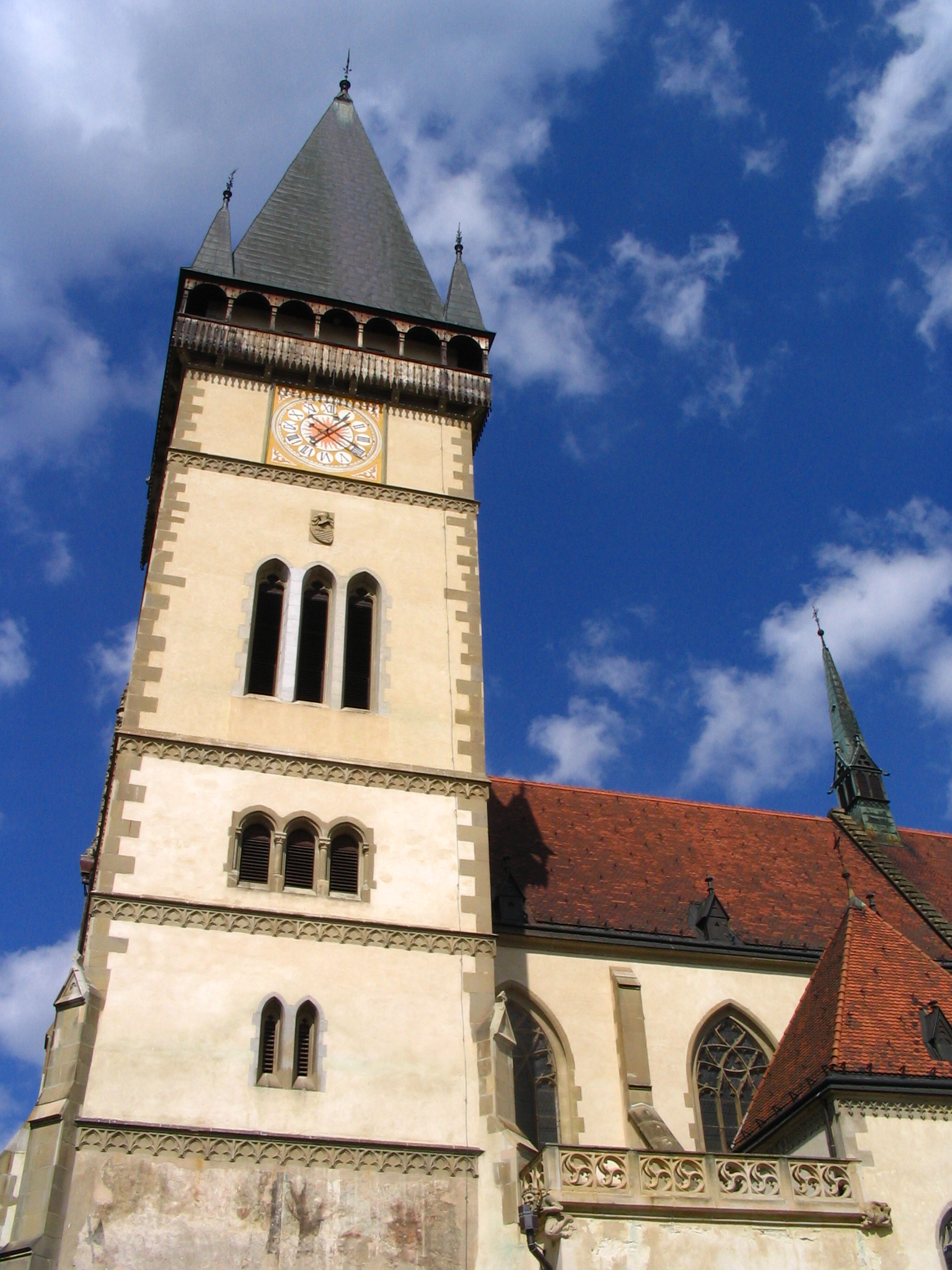
A Szent Egyed-templom

A Szent Egyed-bazilika (szlovákul Bazilika svätého Egídia) az UNESCO szlovákiai világörökségi helyszínének számító Bártfa nevezetes műemléke. Háromhajós szakrális épület.

## Fekvése
Bártfa főterén áll, a régi városháza közelében.

## Története
A 15. században épült, gótikus stílusban. Miklós bártfai mester kezdte építeni, de végső formájának építésze a 15. század végén Kassai István volt. A templomot, amely 1878-ban leégett, Steindl Imre tervei alapján állították helyre 1899-ben. 

## A templombelső értékei
A templom műkincsekben rendkívül gazdag: faragott gótikus oltárai, miseruhái, imaszékei, domborművei vannak. Síremlékei közül Serédy Györgyé a legszebb, 1557-ből.